# La Terre des hommes
Pour plus de détails, voir Fiche technique et Distribution.
La Terre des hommes est un film français réalisé par Naël Marandin et sorti en 2020.

## Synopsis
Constance est la fille d'un agriculteur dont l'exploitation d'élevage bovin est en grande difficulté. Avec Bruno, son fiancé, elle veut reprendre l'exploitation de son père avec de nouvelles idées, mais pour cela, il faut investir et s'imposer face aux grands exploitants qui se partagent terre et pouvoir. Elle obtient le soutien de l'un d'eux, Sylvain Rousseau, président du syndicat local, influent et charismatique, mais ce dernier profite de son influence pour obtenir une relation sexuelle avec la jeune agricultrice. Le jeune époux de Constance découvre l'adultère. Poussée à bout et ne voyant pas son dossier déboucher, elle se rend à la gendarmerie pour déposer plainte pour viol contre Sylvain Rousseau. Mais elle se heurte à la difficulté de prouver son accusation et à l'hostilité du monde agricole. Cependant, ne se résignant pas, elle pourra utiliser cette plainte pour atteindre son but et accéder à sa reconnaissance comme femme, cheffe d'exploitation.

## Fiche technique
- Titre original : La Terre des hommes
- Réalisation : Naël Marandin
- Scénario : Naël Marandin
- Photographie : Noé Bach
- Montage : Damien Maestraggi
- Décors : Denis Hager
- Costumes : Sophie Lifshitz
- Musique : Maxence Dussère
- Production : Diligence Films, France 3 Cinéma et K'IEN Productions
- Sociétés de distribution : Kinology et Ad Vitam Distribution
- Pays de production :  France
- Langue originale : français
- Format : couleur — 2,35:1
- Genre : drame
- Durée : 96 minutes
- Dates de sortie :
  - France : 30 août 2020 (Festival du film francophone d'Angoulême)[1] ; 25 août 2021 (en salles)
  - Belgique : 13 juillet 2021 (Festival international du film de Mons)[2]

## Distribution
- Diane Rouxel : Constance
- Finnegan Oldfield : Bruno
- Jalil Lespert : Sylvain
- Olivier Gourmet : Bernard
- Bruno Raffaelli : Blanchard
- Clémence Boisnard : Magali
- Samuel Churin : Saudemon
- Sophie Cattani : Géraldine Rousseau
- Yoann Blanc : Jean-Marc Fetet
- Jean-François Auguste : un gendarme

## Production
Le film a entièrement été tourné en Saône-et-Loire : Saint-Christophe-en-Brionnais, Marcigny, Chenay-le-Châtel et Chalon-sur-Saône.

## Récompenses

### Prix
- Grand prix du Festival international du film de Saint-Jean-de-Luz 2020[4]
- Grand prix du festival Tofifest 2021 en Pologne[5]
- Prix du public et prix d'interprétation pour Diane Rouxel au Festival de Mons 2021[6]
- Meilleure photographie pour Noé Bach au Black Nights Film Festival de Tallinn 2020[7]

### Sélections
- Festival de films francophones Cinemania 2021 : Sélection officielle
- Festival international du film de Hong Kong 2021 : World Cinema - Global vision
- Rendez-vous d'Unifrance à Paris 2021 : Marché du Film
- Black Nights Film Festival de Tallinn 2020 : Sélection officiel
- Festival international de cinéma de Morelia 2020
- Festival International du film de Busan 2020 : Flash Forward
- Semaine de la Critique à Cannes 2020 : Label Semaine de la Critique